# PP-90M1衝鋒槍
PP-90M1是一款由俄羅斯俄聯邦儀器設計局所開發的衝鋒槍。

## 歷史
為了要與伊熱夫斯克機器製造廠的PP-19野牛衝鋒槍作競爭，KBP儀器設計局在1990年代研製了一款新型衝鋒槍，並專門針對各執法部門為市場目標。其設計理念是一款小巧且輕便的警用武器，並採用大容量螺旋式彈筒作供彈具，以提供持續性火力。
目前PP-90M1仍沒有發現被俄羅斯境內的報法部門採用，但至少已成功出口到哈薩克斯坦。
儘管此槍是一種全新的設計，但它的名字卻令其經常被人誤會是可摺式衝鋒槍PP-90的衍生型。

## 設計
PP-90M1是一款採用反沖作用原理運作的選射衝鋒槍，其槍身主體全由塑料製成，向上折疊的槍托則由鋼板沖壓而成，故全槍顯得比較輕巧。保險裝置和快慢機位於槍的左側，並在扳機上方的位置。較特別的是，PP-90M1的裝填系統是「按鈕」式的，而非傳統的拉機柄式設計，這種設計固然會讓人考慮到安全性問題，而且在裝上抑制器後也會妨礙上膛動作。其標準供彈具為64發的螺旋式彈筒，該彈筒是由塑料製成。若有需要，用戶亦可考慮更換彈匣插座以對應金屬製的彈匣。彈匣雖比起彈筒更輕，而且更薄，但代價是犧性了一半的載彈量。PP-90M1主要發射俄製的9×19毫米7N21及7N31型彈，這些彈藥有著較高的穿透能力，但考慮到通用性和為了方便出口所以也可以發射任何軍用或商業型的9×19毫米北約標準彈。

## 使用國
- - 特警單位。[1]

## 另見
- PPSh-41
- PP-19 Bizon
- PP-2000
- PP-91 Kedr